# Société traditionnelle
La société traditionnelle désigne une société d'avant l'ère de la modernité philosophique ou une société n'en ayant jamais accepté les fondements, elle peut aussi faire référence référence à une société caractérisée par une orientation vers le passé et non vers l'avenir, avec un rôle prédominant pour la coutume et l'habitude. Ces sociétés sont marquées par un manque de distinction entre la famille et l’entreprise, la division du travail étant principalement influencée par l’âge, le sexe et le statut. Émile Durkheim appelle cela une solidarité mécanique.